# West Bend (Iowa)
West Bend ist eine Kleinstadt (mit dem Status „City“) im Palo Alto County und zu einem kleineren Teil im Kossuth County im US-amerikanischen Bundesstaat Iowa. Das U.S. Census Bureau hat bei der Volkszählung 2020 eine Einwohnerzahl von 791 ermittelt.

## Geografie
West Bend liegt im Norden Iowas wenige Kilometer östlich des Des Moines River, einem rechten Nebenfluss des Mississippi.
Die am Missouri gelegenen Schnittpunkte der Bundesstaaten Iowa, South Dakota und Minnesota sowie der Staaten Iowa, South Dakota und Nebraska liegen 231 km westnordwestlich sowie 214 km westsüdwestlich von West Bend.
Die geografischen Koordinaten von West Bend sind 42° 57′ 25″ nördlicher Breite und 94° 26′ 28″ westlicher Länge. Die Stadt erstreckt sich über eine Fläche von 2,31 km² und verteilt sich über die West Bend Township des Palo Alto County und die Garfield Township des Kossuth County.
Nachbarorte von West Bend sind Whittemore (13,2 km nordnordöstlich), Hobarton (25,5 km nordöstlich), Ottosen (12,4 km südöstlich), Bradgate (25,4 km südlich), Rolfe (24,1 km südsüdwestlich), Plover (23,4 km südwestlich), Mallard (21,7 km westlich) und Rodman (15 km nordwestlich).
Die nächstgelegenen größeren Städte sind die Twin Cities in Minnesota (Minneapolis und Saint Paul) (313 km nordnordöstlich), Rochester in Minnesota (261 km nordöstlich), Cedar Rapids (316 km ostsüdöstlich), Iowas Hauptstadt Des Moines (214 km südöstlich), Kansas City in Missouri (477 km südlich), Nebraskas größte Stadt Omaha (299 km südsüdwestlich), Sioux City (200 km westsüdwestlich) und South Dakotas größte Stadt Sioux Falls (244 km westnordwestlich).

## Geschichte
Zwei Bauwerke im Ort sind im National Register of Historic Places eingetragen (Stand 15. Oktober 2018), die Grotto of the Redemption und die First Presbyterian Church.

## Verkehr
Der Iowa Highway 15 führt in Nord-Süd-Richtung als Hauptstraße durch das Stadtgebiet von West Bend. Alle weiteren Straßen sind untergeordnete Landstraßen, teils unbefestigte Fahrwege sowie innerörtliche Verbindungsstraßen.
Eine für den Güterverkehr genutzte Bahnlinie der Union Pacific Railroad verläuft in Nordwest-Südost-Richtung durch das Stadtgebiet.
Mit dem Algona Municipal Airport befindet sich 28 km nordöstlich ein kleiner Flugplatz für die Allgemeine Luftfahrt. Die nächsten Verkehrsflughäfen sind der Des Moines International Airport (220 km südöstlich), das Eppley Airfield in Omaha (292 km südsüdwestlich), der Sioux Gateway Airport in Sioux City (216 km westsüdwestlich) und der Sioux Falls Regional Airport (258 km westnordwestlich).

## Bevölkerung
Nach der Volkszählung im Jahr 2010 lebten in West Bend 785 Menschen in 360 Haushalten. Die Bevölkerungsdichte betrug 339,8 Einwohner pro Quadratkilometer. In den 360 Haushalten lebten statistisch je 2,07 Personen.
Ethnisch betrachtet bestand die Bevölkerung zu 99,1 Prozent aus Weißen. Unabhängig von der ethnischen Zugehörigkeit waren 1,4 Prozent der Bevölkerung spanischer oder lateinamerikanischer Abstammung.
18,1 Prozent der Bevölkerung waren unter 18 Jahre alt, 50,7 Prozent waren zwischen 18 und 64 und 31,2 Prozent waren 65 Jahre oder älter. 53,6 Prozent der Bevölkerung waren weiblich.
Das mittlere jährliche Einkommen eines Haushalts lag im Jahr 2015 bei 44.766 USD. Das Pro-Kopf-Einkommen betrug 25.040 USD. 11,5 Prozent der Einwohner lebten unterhalb der Armutsgrenze.